# 1733 års slavuppror på Saint John
1733 års slavuppror på Saint John på ön  Sankt Jan i Danska Västindien utbröt den 23 november 1733, när cirka 150 afrikanska slavar, ledda av den kvinnliga slaven  Breffu, tillhörande Akwamustammen i nuvarande Ghana, framgångsrikt gjorde uppror mot öns danska slavägare, tog kontroll över fortet i Coral Bay, dödade slavägarna och behärskade ön under flera månader. Deras plan var att fortsätta bedriva plantageverksamhet med hjälp av slavar från andra afrikanska stammar. Från maj 1734 återerövrades ön av Danmark med hjälp av förstärkningar från Franska Martinique, och 25 augusti 1734 var upproret besegrat när flera av dess ledare och deltagare, bland dem Breffu, begick självmord. Det var en av de första större och mest framgångsrika slavupproren i Amerika.